# Élections législatives de 2020 en Virginie-Occidentale
Les élections législatives de 2020 en Virginie-Occidentale ont lieu le 3 novembre 2020 afin d'élire les 100 membres de la Chambre des représentants de l'État américain de Virginie-Occidentale.

## Système électoral
La Chambre des représentants de Virginie-Occidentale est la chambre basse de son parlement bicaméral. Elle est composée de 100 sièges pourvus pour deux ans au scrutin majoritaire à un tour dans 67 circonscriptions de un à cinq sièges. Le scrutin uninominal majoritaire à un tour est utilisé dans les 47 circonscriptions d'un seul siège, et le Scrutin majoritaire plurinominal dans celles de plusieurs sièges. Onze circonscriptions ont deux sièges, six en ont trois, deux en ont quatre, et une dernière en comporte cinq. Chaque électeur dispose dans ces circonscriptions d'autant de voix que de sièges à pourvoir, et les attribue aux différents candidats à raison d'une voix par candidat. Après décompte des suffrages, les candidats arrivés en tête sont élus à hauteur du nombre de sièges à pourvoir dans la circonscription.

## Résultats
Une partie des électeurs disposant de plusieurs voix, le total de ces dernières est largement supérieur au nombre de votants. La comparaison entre les différents partis quant aux suffrages est également rendu peu significative.
| Partis                   | Partis                   | Voix      | %     | +/- | Sièges | +/-           |
| ------------------------ | ------------------------ | --------- | ----- | --- | ------ | ------------- |
|                          | Parti républicain (R)    | 757 431   | 58,83 |     | 76     | 18            |
|                          | Parti démocrate (D)      | 521 121   | 40,43 |     | 24     | 17            |
|                          | Parti libertarien (L)    | 3 889     | 0,30  |     | 0      | en stagnation |
|                          | Parti de la montagne (M) | 3 236     | 0,25  |     | 0      | en stagnation |
|                          | Indépendants             | 1 656     | 0,13  |     | 0      | 1             |
|                          |                          |           |       |     |        |               |
| Votes valides            |                          |           |       |     |        |               |
| Votes blancs et nuls     |                          |           |       |     |        |               |
| Total                    | Total                    | 802 726   | 100   | -   | 100    | en stagnation |
| Abstentions              | Abstentions              | 466 493   | 37,75 |     |        |               |
| Inscrits / participation | Inscrits / participation | 1 269 219 | 63,25 |     |        |               |